# Кућа Испахбудан
Кућа Испахбудана или Кућа Аспахбада била је једна од седам партских кланова Сасанидског царства. Попут Сасанида, и они су пратили порекло од Ахеменида. Они су такође тврдили да потичу од легендарног кајанидског лика Исфандијара, који је био син Виштаспе, који је према заратустријанским изворима био један од раних следбеника Заратустре.